# Kortikoszteron
A kortikoszteron egy  21  szénatomos kortikoszteroidok közé tartozó szteroidhormon  melyet a mellékvesekéreg termel. 
A név a latin cortex (kéreg; corticulus = kérgecske) és a görög sztereosz (στερεός = merev, szilárd halmazállapotú) összetételéből származik.

## Működése
Az emberben a kortikoszteroid főként a mellékvesekéreg zona fasciculata részében termelődik.
Gyenge  glukokortikoid és mineralokortikoid hatása van az emberekben és inkább azért fontos, mert a szteroidok szintézisének köztiterméke például a  pregnenolonból történő aldoszteronszintéziskor.